# Colón (Panama)
Colón je město a přístav na karibském pobřeží Panamy, hlavní město stejnojmenné provincie Colón. V roce 2010 zde žilo 206 553 osob. Leží při atlantickém vstupu do Panamského průplavu. Zhruba 10 km jihozápadně od města se nachází hráz Gatúnského jezera a zdymadla pro lodní dopravu. V blízkosti města se nachází Bezcelní zóna Colón, která je druhou největší bezcelní zónou na světě.

## Fotogalerie

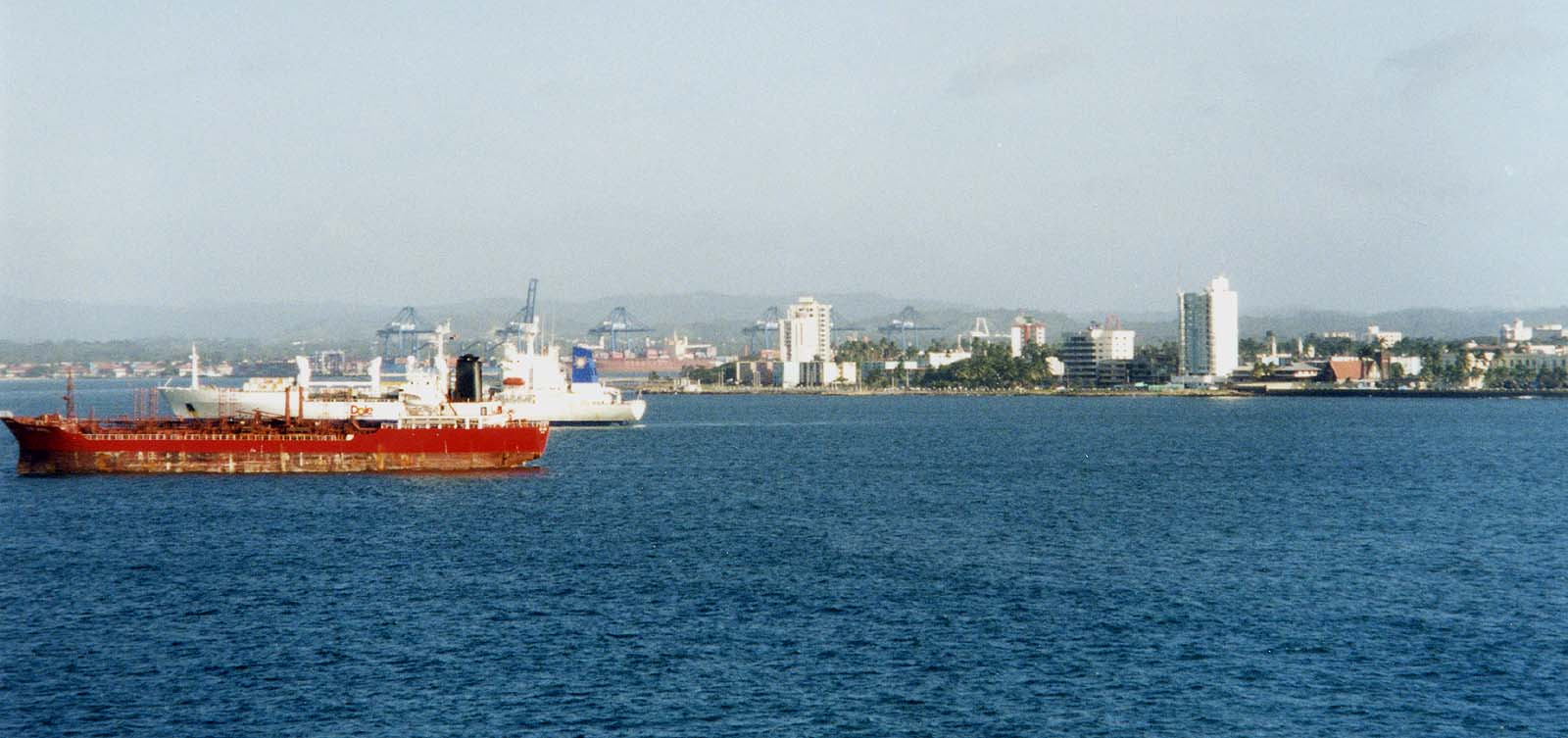
pohled na město od moře
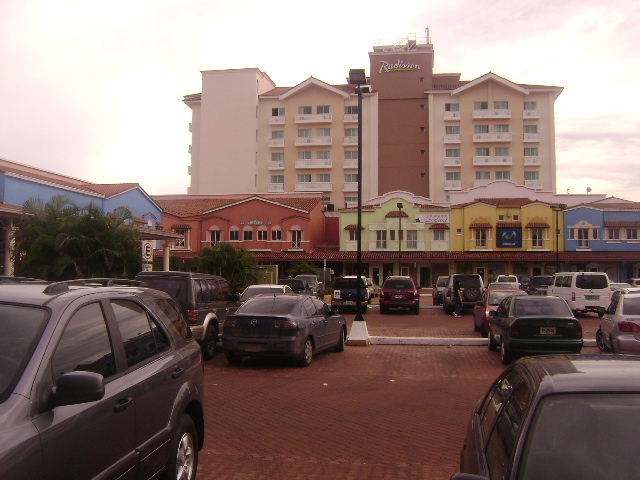
zdejší zástavba
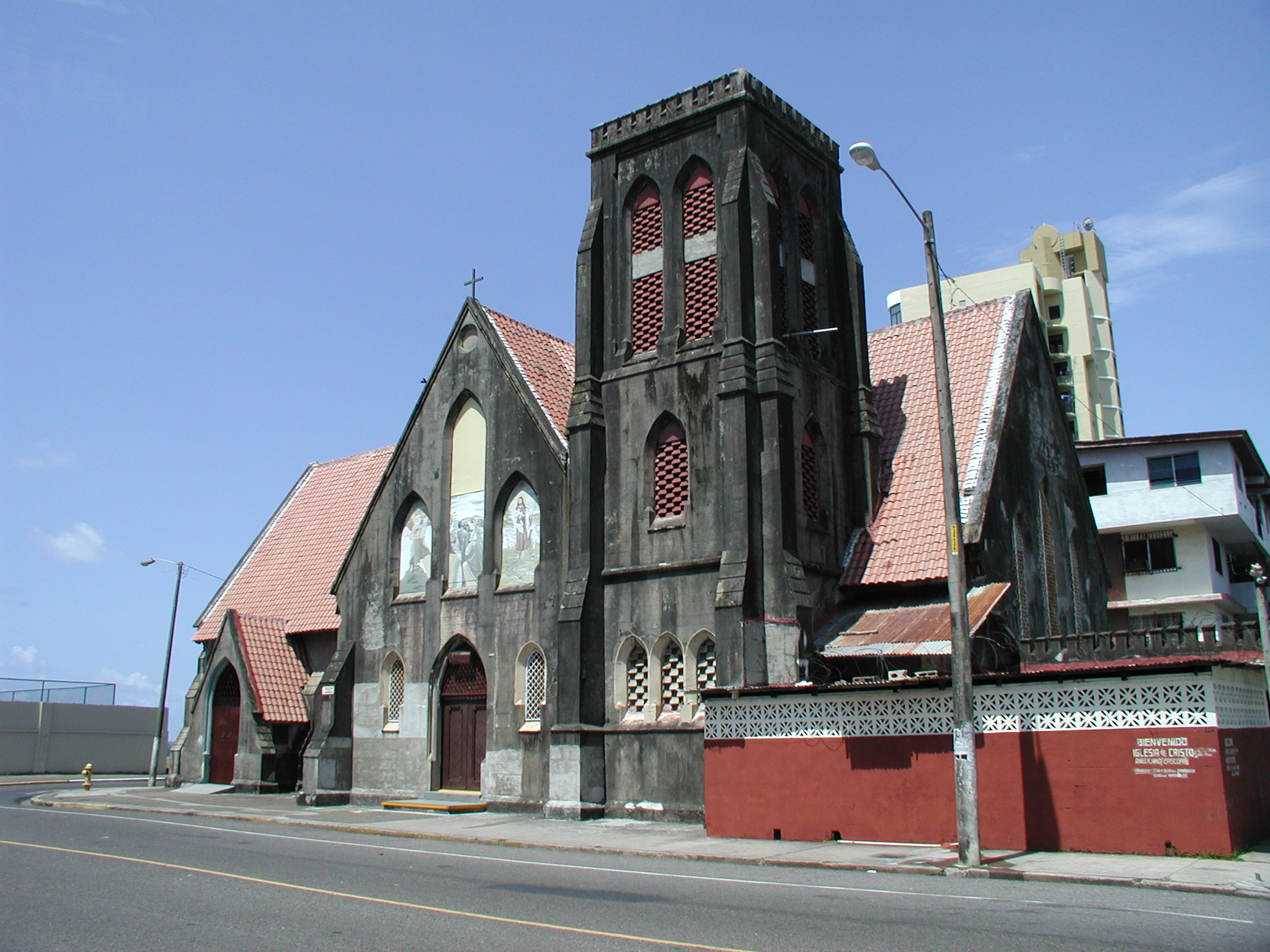
místní kostel
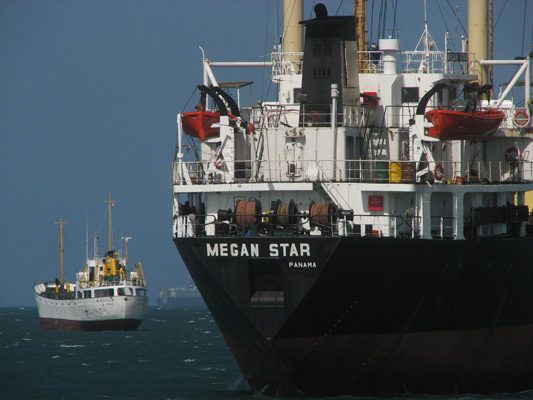
nákladní lodě v blízkosti města
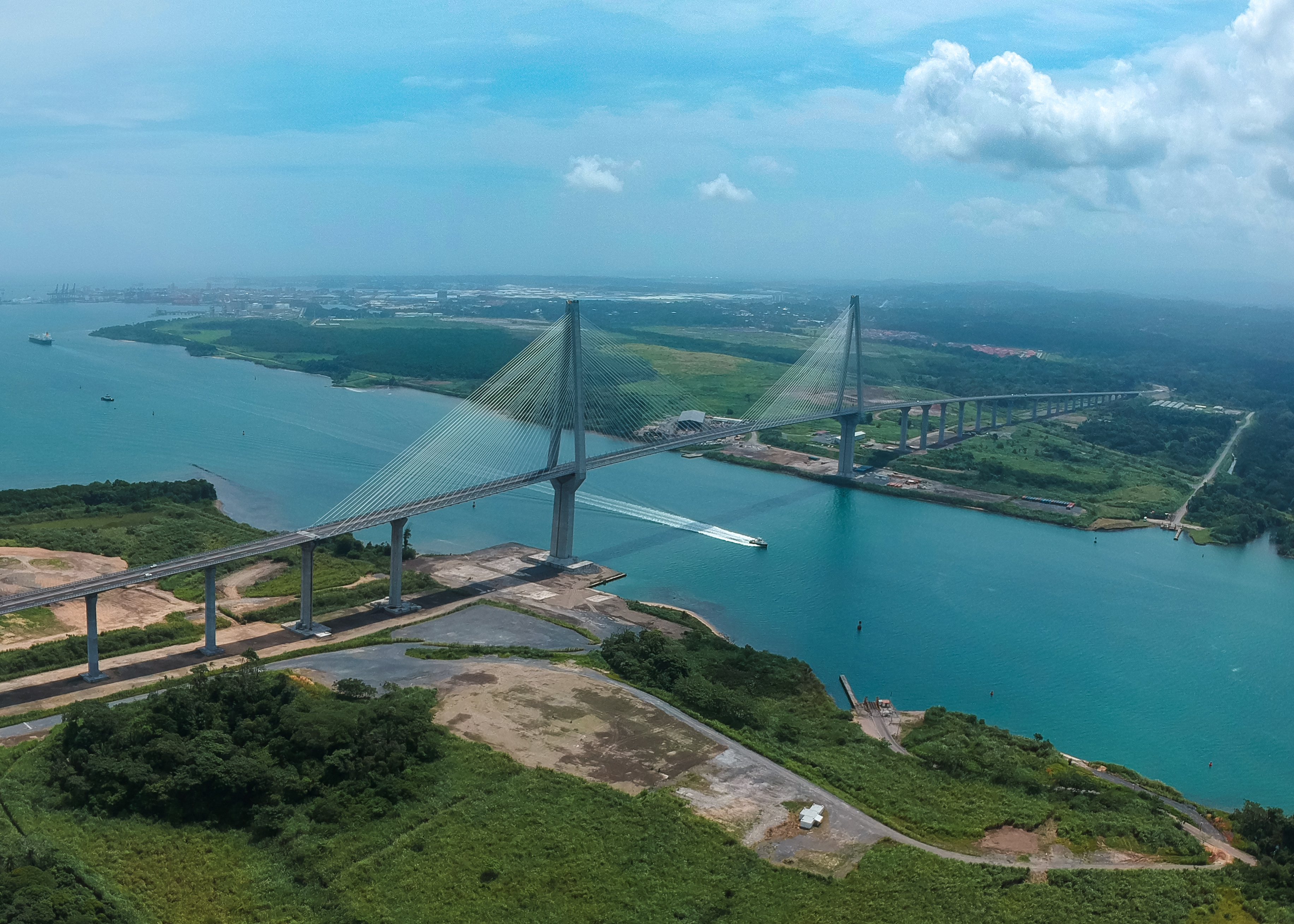
Puente Atlántico (město v pozadí snímku)